# Cary Woods
Cary Woods est un producteur et scénariste de cinéma américain. En Amérique, il est représenté comme une figure de la révolution du film indépendant des années 1990. Son cinéma est souvent considéré comme jeune et dynamique.
Cary Woods est le producteur qui a fait découvrir Alexander Payne, M. Night Shyamalan, Doug Liman, Harmony Korine et Kevin Williamson. Ceci révèle son talent à découvrir des artistes encore inconnus du public.

## Filmographie
- 1993 : Quand Harriet découpe Charlie !
- 1993 : Rudy
- 1994 : Threesome
- 1994 : Only You
- 1995 : Dernières heures à Denver
- 1995 : Kids
- 1996 : Citizen Ruth
- 1996 : Beautiful Girls
- 1996 : Swingers
- 1996 : Scream
- 1997 : Cop Land
- 1997 : Gummo
- 1998 : Wide Awake
- 1998 : Godzilla
- 1999 : Buddy Boy
- 1999 : Julien Donkey-Boy
- 2000 : The Prime Gig
- 2006 : Ghosts of Cité Soleil